# Juan Guillermo Pedroza
 Juan Guillermo Pedroza Perdomo (Carmen de Apicala; 14 de abril de 1993) es un exfutbolista colombiano. Jugaba como mediocampista.
Es hermano del futbolista Sebastián Pedroza.

## Trayectoria

### Inicios
Juan Guillermo nació en el municipio de Carmen de Apicala en el departamento del Tolima. Allí empezó a jugar fútbol e hizo parte del equipo de su colegio. Sin embargo, cuando Juan tenía 11 años, sus papás decidieron irse a vivir a Bogotá, la capital de Colombia. Allí, entró en la escuela de Independiente Santa Fe en el 2004, y en el 2009, entró en las divisiones inferiores del cuadro albirrojo. Con mucho trabajo, el tolimense subió al equipo profesional.

### Independiente Santa Fe
A mediados del año 2012, Pedroza debutó como futbolista profesional en un partido válido por la Copa Colombia y en liga debutó con Santa Fe en 2013 en un partido contra el Deportivo Cali. Gracias a sus buenas actuaciones con el equipo sub-20 de Santa Fe, Pedroza empezó a entrenar con el plantel profesional, e hizo parte de la nómina cardenal que llegó a la final del Torneo Apertura de ese mismo año. Pedroza además, hizo parte de la nómina ganadora del Torneo Finalización del 2014 cuando Santa Fe ganó su octava estrella.

### La Equidad
A mediados del 2015, Pedroza dejó a Santa Fe, y se fue a jugar a La Equidad otro equipo de Bogotá, donde jugó un año y posteriormente se retira del fútbol profesional.

## Clubes
| Club       | País     | Año         |
| ---------- | -------- | ----------- |
| Santa Fe   | Colombia | 2012 - 2015 |
| La Equidad | Colombia | 2015 - 2016 |

## Palmarés

### Campeonatos nacionales
| Título                | Club     | País     | Año  |
| --------------------- | -------- | -------- | ---- |
| Torneo Apertura       | Santa Fe | Colombia | 2012 |
| Superliga de Colombia | Santa Fe | Colombia | 2013 |